# Едуард Иванов
Едуард Георгијевич Иванов (рус. Эдуард Георгиевич Иванов; Москва, 25. април 1938 − Москва, 15. јануар 2012) био је совјетски и руски хокејаш на леду који је током играчке каријере играо на позицијама одбрамбеног играча. Заслужни мајстор спорта Совјетског Савеза од 1963. године, некадашњи потпуковник Совјетске армије.
Играчку каријеру започео је у редовима Химика из Воскресенска одакле је након две сезоне прешао у редове московских Крила совјетов где је играо пуних пет сезона у пару са Алфредом Кучевским. Потом прелази у редове другог московског великана, екипу ЦСКА где је играо у пару са Александром Рагулином. Током времена проведеног у ЦСКА освојио је 4 титуле националног првака (у сезонама 1962/63, 1963/64, 1964/65. и 1965/66) те две титуле победника националног купа. У совјетском првенству одиграо је укупно 300 утакмица и постигао 40 голова. 
За сениорску репрезентацију Совјетског Савеза играо је од 1959. до 1967. и у том периоду одиграо је 79 утакмица и постигао 16 погодака. Са репрезентацијом је освојио златну олимпијску медаљу на ЗОИ 1964. у Инзбруку (на том турниру постигао је 5 погодака), те три титуле светског првака (СП 1965, СП 1965. и СП 1967). Недисциплина и неспортско понашање у много наврата су га коштали места у националном тиму, али и позиције у ЦСКА. 